# Acrocercops rhynchograpta
Acrocercops rhynchograpta là một loài bướm đêm thuộc họ Gracillariidae. Nó được tìm thấy ở Brasil.